# هاوورت
هاوورت (به هلندی: Hauwert) یک منطقهٔ مسکونی در هلند است که در میدم‌بلیک واقع شده‌است.